# Bengt-Åke Engström
Bengt-Åke Engström, född 1 februari 1944, död 28 januari 2019, var en svensk jurist som var lagman i Göteborgs tingsrätt från 1998 till 2009. 
Engström utnämndes 8 oktober 1998 till lagman i Göteborgs tingsrätt efter att han tidigare varit chefsjurist på Domstolsverket.